# Xã Yellowhead, Quận Kankakee, Illinois
Xã Yellowhead (tiếng Anh: Yellowhead Township) là một xã thuộc quận Kankakee, tiểu bang Illinois, Hoa Kỳ. Năm 2010, dân số của xã này là 2.700 người.